# Croix de Kerdrebuil
La croix de Kerdrebuil  est située à Saint-Gelven en France.

## Localisation
La croix est située sur la commune de Saint-Gelven, dans le département des Côtes-d'Armor en région Bretagne.

## Description
Croix de granit représentant sur ses faces nord et sud le Christ sur la croix entouré de Saint Jean et de la Vierge, et reposant sur un fût monolithe octogonal. Ce fût est lui-même posé sur un socle à griffes reposant sur une assise rectangulaire. Les personnages sculptés sur la croix semblent dater du XVIIe siècle, le socle à griffes serait du XVIe siècle.

## Historique
La croix est inscrite au titre des monuments historiques par arrêté du 9 novembre 1984.